# Jan (Tsaftaridis)
Jan, imię świeckie Joannis Tsaftaridis (ur. 1969 w Ankeryko) – grecki duchowny prawosławny w jurysdykcji Patriarchatu Aleksandrii, od 2015 metropolita Zambii.

## Życiorys
Święcenia diakonatu przyjął 21 listopada 1993, a prezbiteratu – 17 grudnia tegoż roku. 17 października 2010 otrzymał chirotonię biskupią. W latach 2010–2015 sprawował urząd biskupa Mozambiku.